# Esperanto
Esperanto is een kunstmatig gecreëerde internationale taal, maar de meeste elementen zijn aan "gewone" natuurlijke talen ontleend.  De taal is ontworpen door Lejzer Zamenhof, een Joodse oogarts afkomstig uit het Poolse gedeelte van het Keizerrijk Rusland. In 1887 publiceerde hij onder het pseudoniem Dr. Esperanto - "iemand die hoopt" - het eerste boek over de taal met de titel: Internacia lingvo – Antaŭparolo kaj plena lernolibro (Een internationale taal – Voorwoord en volledig leerboek).
De taal werd echter bekend onder Zamenhofs pseudoniem en kreeg zo de naam Esperanto.
Het Esperanto is speciaal ontworpen om mensen uit verschillende culturen met elkaar te laten communiceren. De gedachte is dat een eenvoudige, neutrale taal ervoor zorgt dat eventuele nationale belangen tussen partijen buitenspel worden gezet, zodat de sprekers van verschillende talen op gelijkwaardige voet met elkaar kunnen communiceren. Zo kunnen leerlingen zich meer op hun gemak voelen om een vreemde taal te gebruiken, zeker in contact met moedertaalsprekers. Met Esperanto zijn er in principe geen bevoorrechte moedertaalsprekers en wordt de gelijkheid die men koppelt aan het concept 'wereldburgerschap' bewaard en geïllustreerd.

## Geschiedenis

### Vroege ontwerpen
Zamenhof werd geboren in de stad Białystok in het noordoosten van Polen, dat in die jaren onder Russisch gezag stond. Er woonden Polen, Russen, Wit-Russen, Joden en Duitsers. Al deze bevolkingsgroepen spraken een eigen taal en er was veel onenigheid, wat zelfs tot straatgevechten leidde. Als kind reeds filosofeerde Zamenhof over een oplossing voor dit probleem. Zijn conclusie was dat er naast die verschillende talen nog een extra taal zou moeten zijn die alle mensen zouden kunnen spreken. Als 14-jarige jongen verhuisde hij met zijn ouders naar Warschau, waar hij de middelbare school bezocht. Kennismakend met Latijn en Grieks dacht hij even dat een van deze talen misschien geschikt zou zijn als gemeenschappelijke taal, maar al gauw kwam hij tot de conclusie dat ze daarvoor te moeilijk waren. Aldus begon hij met het ontwerpen van een eigen taal. Daarbij ging Zamenhof uit van zo veel mogelijk internationaal bekende woorden en volstrekte regelmaat in de grammatica. Toen op een keer zijn blik viel op enkele uithangborden waarop teksten met gelijke achtervoegsels stonden (zoals ze ook voorkomen in het Nederlands: bakkerij, wasserij enz.) besloot hij dit principe te gebruiken bij zijn woordvorming.
Aan het eind van zijn schooltijd, in 1878, had Zamenhof zijn eerste ontwerp van zijn Lingwe Uniwersala klaar en hij vierde dit feit met klasgenoten die hij bereid gevonden had zijn taal te leren. Na het eindexamen ging de jonge Zamenhof naar Moskou voor een studie medicijnen. Op verzoek van zijn vader liet hij zijn Lingwe Uniwersala in Polen achter om te voorkomen dat het zijn carrière in de weg zou staan. Bij zijn terugkomst twee jaar later bleek dat zijn vader al zijn papieren had verbrand, waarschijnlijk uit angst dat ze bij een pogrom gevonden zouden worden en als verdacht beschouwd. In Warschau, waar hij zijn studie voortzette, begon Zamenhof vervolgens aan een nieuw ontwerp te werken, ditmaal onder de titel Lingvo universala. Zijn vroegere ideeën werden nu beter doordacht en hij begon ook in het Esperanto te vertalen. Samen staan deze vroege schetsen voor het Esperanto bekend onder de naam Proto-Esperanto (in het Esperanto: Pra-Esperanto).

### De eerste publicatie
Nadat Zamenhof zijn doctorstitel in de medicijnen had behaald, ging hij zich specialiseren in de oogheelkunde. Geld om een boek uit te geven bezat hij in die jaren niet. Daarin kwam verandering toen hij Klara Silbernik, zijn toekomstige vrouw, leerde kennen. Haar vader was een zeepfabrikant, die geïnteresseerd bleek in de ideeën van zijn toekomstige schoonzoon. Hij gaf zijn dochter een aardige bruidsschat mee, waardoor Zamenhof nog in het jaar van zijn huwelijk (1887) een boekje kon uitgeven ter kennismaking met de door hem ontworpen taal, die hij nu de naam Internacia Lingvo gaf. Als pseudoniem gebruikte Zamenhof: D-ro Esperanto. D-ro is de afkorting voor Doktoro en Esperanto betekent: 'Hij die hoopt'. Later gaven zijn volgelingen de naam Esperanto aan zijn taal. Het boekje, waarvan de eerste druk in het Russisch werd geschreven, werd toegestuurd aan een aantal journalisten, professoren en artsen in verschillende landen om bekendheid te geven aan het ontwerp. Binnen een paar jaar verschenen er ook Poolse, Duitse en Franse uitgaven. De inhoud van het eerste boekje bestond uit een voorwoord, de 16 grammaticale regels van het Esperanto en enkele teksten: Patro nia, El la biblio en Letero. Verder bevatte het drie gedichten: Mia penso, El Heine en Ho, mia kor, alsmede een basiswoordenlijst met bijna duizend woorden.
Het ontwerp van Zamenhof werd met enthousiasme begroet. Er bleken in veel landen mensen geïnteresseerd te zijn in de nieuwe taal. Het belang van zo'n taal was al heel lang ingezien, onder anderen door de filosofen Descartes en Leibniz. Van Comenius, een Tsjechisch geleerde en pedagoog (1592-1670), is de uitspraak: "De wereld heeft behoefte aan een gemeenschappelijke taal, die gemakkelijker is dan alle tot nu toe bekende talen." In 1879 leek aan de vraag naar een bruikbare gemeenschappelijke taal voldaan te worden, toen de Duitse priester Johann Martin Schleyer zijn ontwerp voor het Volapük wereldkundig maakte. Er waren in het begin veel mensen die interesse toonden voor deze taal. Maar al spoedig bleek dat het heel moeilijk was het Volapük te spreken en daardoor raakte de aanhang snel verdeeld. Daarbij kwam nog dat Schleyer zeer autoritair was en geen enkele inspraak duldde.

### Tijdschriften
Een groep volapükisten die zich in Neurenberg gevormd had, ging in 1888 in haar geheel over naar Esperanto. Het was vanuit die groep, dat in 1889 het initiatief genomen werd tot de uitgave van het eerste internationale Esperanto-tijdschrift: La Esperantisto. Weer enkele jaren later (1895) moest de uitgave van het blad toch gestaakt worden, omdat het verboden werd door de Russische censuur, na publicatie van een vertaald artikel van de Russische schrijver Tolstoj. Van hem is bekend, dat hij na twee uur Esperanto bestudeerd te hebben in staat bleek een Esperanto-boek te lezen. Driekwart van de abonnees van La Esperantisto woonde indertijd in Rusland, waardoor de uitgave van het blad financieel niet langer mogelijk was.
Het blad werd opgevolgd door Lingvo Internacia. Daartoe werd in Zweden het initiatief genomen. Dit blad kwam uit tot aan het begin van de Eerste Wereldoorlog. Kort na 1900 verschenen er meer bladen, onder andere: Juna Esperantisto, Espero Katolika en Esperanto. In 1912 waren het er al een twintigtal. Het literaire tijdschrift Literatura Mondo verscheen in 1922 voor het eerst.
Er vond in de eerste jaren na de publicatie van het Esperanto veel correspondentie plaats tussen esperantisten en Dr. Zamenhof en tussen esperantisten onderling. In Nederland werd het Esperanto op 1 december 1901 geïntroduceerd door Dreves Uitterdijk.

### Het eerste congres

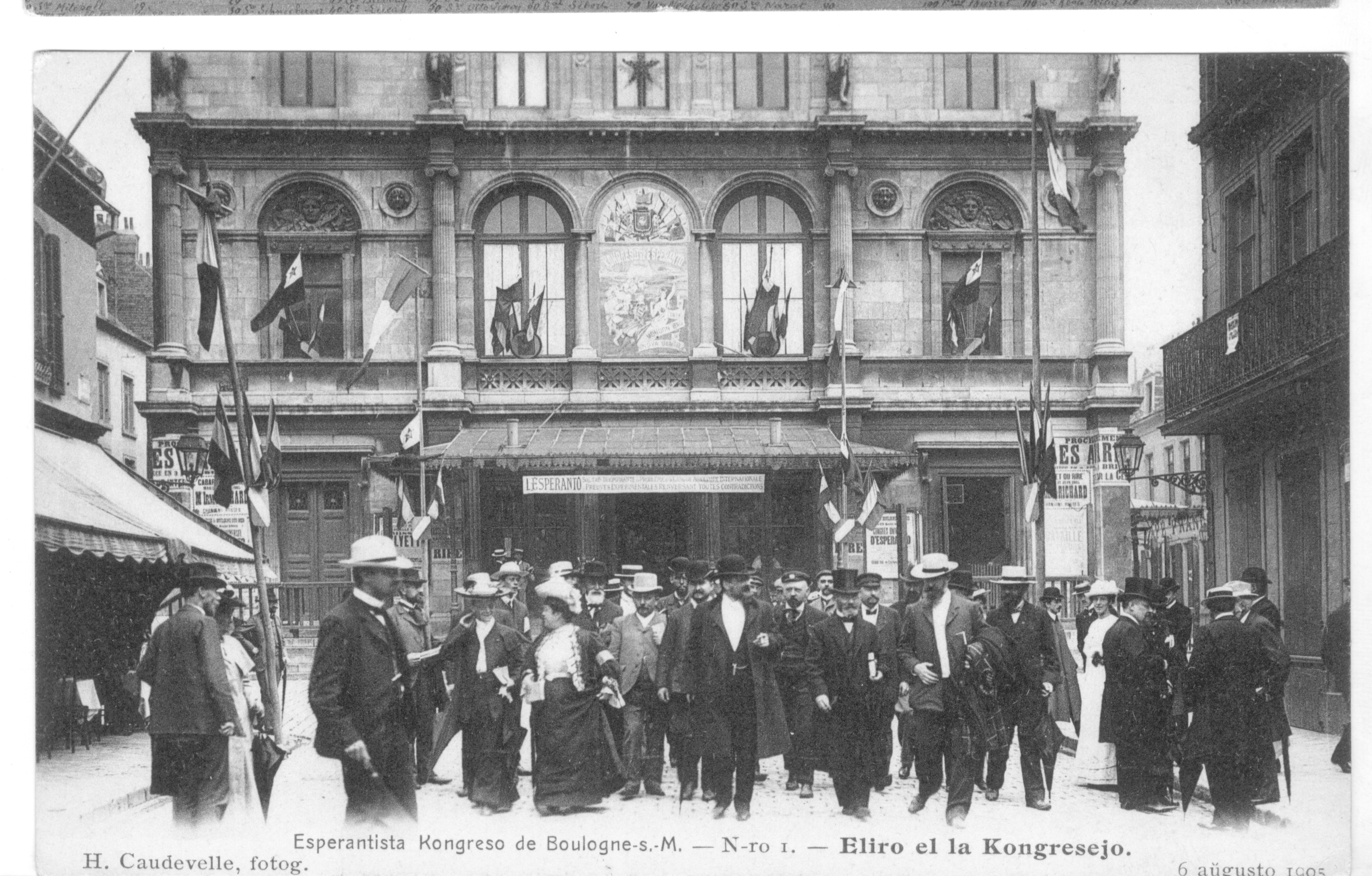
Congres in Boulogne-sur-mer, 1905

Dat het Esperanto ook voor mondeling gebruik geschikt was, bleek duidelijk op het eerste internationale Esperantocongres, dat in 1905 gehouden werd in de Franse kustplaats Boulogne-sur-Mer. Zamenhof hield er de openingsrede. Groot was op dit congres het enthousiasme over het feit dat de taal ook mondeling uitstekend bleek te functioneren. Een rede van Zamenhof uit 1909 is op een wasrol, de voorloper van de geluidsband, vastgelegd.
Op dit eerste 'Universala Kongreso' werd het besluit genomen dat het boek Fundamento de Esperanto, in 1905 opgesteld door Zamenhof, de basis van het Esperanto zou worden. Niemand zou aan deze basis in de toekomst iets mogen veranderen. Zamenhof vond dit besluit heel belangrijk en heeft zich ook zelf aan deze afspraak gehouden. Fundamento de Esperanto vormt dus de basis van de taal. Het boekje bevat een voorwoord, de 16 regels van de Esperanto-grammatica, een verzameling oefeningen en een basiswoordenlijst met 2635 woorden. Een ander belangrijk werk, in 1903 door Zamenhof samengesteld, is Fundamenta Krestomatio. Het diende als stijlmodel en moest voorkomen dat het Esperanto uiteen zou vallen in verschillende dialecten. Het boek bevat verhalen, essays en gedichten, door Zamenhof zelf en door andere auteurs geschreven of vertaald.
Er werd op het eerste congres ook besloten een Lingva Komitato op te richten. De leden hiervan kregen als taak de ontwikkeling van het Esperanto te begeleiden. Tijdens de Tweede Wereldoorlog kon dit comité tijdelijk niet functioneren, maar in 1949 werden de werkzaamheden weer opgevat. De naam werd veranderd in Akademio de Esperanto. Leden van de Akademio houden zich onder andere bezig met vragen op grammaticaal gebied. Het vormen van nieuwe woorden voor nieuw ontstane begrippen behoort niet tot hun taak. Indien nodig kan hun wel gevraagd worden een oordeel te geven over spontaan ontstane nieuwe Esperanto-woorden, met name of deze woorden overeenstemmen met de basisprincipes van het Esperanto.

### Tijdlijn van het Esperanto
- 1859: Lejzer Zamenhof wordt geboren op 15 december 1859 in Białystok.
- 1874: Als 14-jarige jongen verhuist hij met zijn ouders naar Warschau waar hij het gymnasium bezoekt. In die periode heeft hij een eerste versie van een internationale taal ontworpen.
- 1878: Het ontwerp van die eerste versie, Lingwe Uniwersala, is voltooid. Feestje om dit te vieren met klasgenoten die de taal hadden geleerd. Naar Moskou voor een studie medicijnen.
- 1887: Zamenhof heeft zijn eerste ontwerp grondig herzien en verbeterd en publiceert het resultaat in zijn brochure Internacia Lingvo ("Een Internationale Taal") onder het pseudoniem Doktoro Esperanto.
- 1905: Eerste Esperantocongres in Boulogne-sur-Mer.
- 1908: Oprichting van de UEA - Universala Esperanto-Asocio. Voorbereidende bijeenkomst voor de oprichting van de Esperantostaat "Amikejo" in Neutraal Moresnet.
- 1912: In dit jaar predikte de geestelijk leider Abdu'l-Bahá zijn Aziatische volgelingen om Esperanto te gebruiken.
- 1917: Zamenhof overlijdt op 14 april 1917 in Warschau.
- 1921: De Sennacieca Asocio Tutmonda wordt opgericht.
- 1922: Door het secretariaat van de Volkenbond is een rapport opgesteld, waarin werd voorgesteld om op termijn het Esperanto in te voeren als voornaamste werktaal. Dit rapport werd in de prullenmand gegooid op aandrang van de Fransen, die toen nog de illusie hadden dat hun taal voor alle tijden de belangrijkste internationale communicatietaal zou blijven.
- 1925: Esperanto wordt toegelaten als taal in het telegraafverkeer.
- 1928: Opening van het Internacia Esperanto-Muzeo (Internationaal Esperanto-Museum) in Wenen.
- 1930: Het eerste volledige, geïllustreerde Esperantowoordenboek Plena Vortaro wordt door de SAT uitgebracht.
- 1934: De eerste Esperanto Encyclopedie wordt in Boedapest gepubliceerd.
- 1936: Heinrich Himmler verbiedt het Esperanto in het gehele Duitse Rijk.
- 1937: Stalin verbiedt het Esperanto in de Sovjet-Unie.
- 1938: Oprichting van de Tutmonda Junular-Organizo ("Wereld-Jongeren-Organisatie"), later hernoemd tot Tutmonda Esperantista Junulara Organizo (TEJO).
- 1948: Oprichting van de Akademio de Esperanto.
- 1950: J. Ph. Punt begint de serie uitzendingen Socialistisch Nieuws in Esperanto.
- 1954: UNESCO spreekt zich in een resolutie uit ten gunste van Esperanto.
- 1955: Het Centraal Kantoor van UEA verhuist vanuit Engeland naar Rotterdam.
- 1959: UNESCO eert Zamenhof als een grote persoonlijkheid op het terrein van opvoeding, wetenschap en cultuur.
- 1966: Het eerste idee van het zogenaamde "Programo Pasporto" ontstond in 1966 en was een voorstel van Ruben Feldman-Gonzalez uit Argentinië.
- 1979: UEA opent een kantoor in New York.
- 1985: UNESCO doet een aanbeveling aan zijn lidstaten de studie over het talenprobleem en over Esperanto aan te vatten.
- 1987: Viering van het 100-jarig jubileum van het Esperanto. Iets minder dan 6000 mensen bezoeken het UK in Warschau.
- 1993: Het internationale Pen-congres erkent het Esperanto als literaire taal.
- 1999: De Esperantodichter William Auld is genomineerd voor de Nobelprijs voor de Literatuur.
- 2001: UEA opent een kantoor in Lomé (Togo).
- 2001: De Amerikaan Chuck Smith start op 6 november 2001 de Esperanto-versie van Wikipedia op, Vikipedio.
- 2003: Het eerste televisiekanaal van het Esperanto, Internacia Televido wordt opgericht. Het kanaal zond uit via het internet, maar is ondertussen gesloten.
- 2004: De partij Europa - Democratie - Esperanto doet mee aan de Europese verkiezingen in Frankrijk en streeft het Esperanto na als tweede taal voor Europa en haalt 0,15% van de stemmen.
- 2005: Viering van 100 jaar Esperanto-bijeenkomsten in Boulogne-sur-Mer
- 2006: De Duitse stad Herzberg aan den Harz krijgt de officiële titel "Herzberg am Harz - die Esperanto-stadt" (de Esperantostad), wat o.a. op het officiële briefpapier wordt vermeld. Esperanto wordt gebruikt in de contacten tussen Herzberg en het Poolse Góra en tevens zal in het kader van deze uitwisseling Esperanto officieel ondersteund worden.

## Gebruikersgemeenschap
De meeste mensen die Esperanto spreken hebben er bewust voor gekozen de taal te leren, al zijn er inmiddels ook mensen die het Esperanto als moedertaal hebben. Het belangrijkste doel van het Esperanto is uitdrukkelijk niet om andere talen te verdringen, te vervangen of zelfs vertalen overbodig te maken, maar wel om zelf een brug te zijn tussen verschillende talen en culturen. Esperanto wordt inmiddels in meer dan 120 landen gesproken. Omdat het Esperanto bedoeld is om als tweede taal te worden geleerd, lopen de schattingen over het aantal sprekers van de taal zeer sterk uiteen. Immers, kennis van dergelijke talen wordt bij volkstellingen meestal buiten beschouwing gelaten en bovendien is erg moeilijk vast te stellen in welke mate mensen deze beheersen. 
Volgens de databank Ethnologue van het Summer Institute of Linguistics wordt het Esperanto door rond de 2 miljoen mensen gesproken. Dit is getal is een naar boven afgeronde versie van een onderzoek door Sidney S. Culbert uit de jaren zestig. Volgens Cultert beheersten 1 tot 2 miljoen mensen het Esperanto op Foreign Service Level 3 van de ILR-schaal, wat ongeveer overeenkomt met taalbeheersingsniveau B2 van het Gemeenschappelijk Europees referentiekader. Marcus Sikosek stelde in 2003 dat dit aantal sterk overdreven moest zijn: zelfs als er wereldwijd 1 miljoen Esperantosprekers waren, zouden er (ervan uitgaande dat de Esperantosprekers gelijkelijk over de wereld verdeeld waren) bijvoorbeeld in de stad Keulen ten minste 180 mensen vloeiend Esperanto moeten spreken, terwijl hij er slechts 30 vond. Ook leek het hem onwaarschijnlijk dat er vijftig keer meer Esperantosprekers waren dan het totale ledental van alle Esperanto-organisaties bij elkaar (ongeveer 20.000). Een recent onderzoek door Svend Nielsen stelt het aantal Esperantosprekers rond de 63.000 tot hooguit 100.000. Vermeldenswaard is ook de volgende ruwe schatting uit 1996 van de Finse taalkundige Lindstedt: 1000 moedertaalsprekers, 10.000 mensen die vloeiend Esperanto spreken, 100.000 mensen die de taal actief beheersen, 1 miljoen mensen met een redelijke passieve beheersing en 10 miljoen mensen die de taal ooit in enige mate hebben bestudeerd.
Er vinden jaarlijks wereldwijd vele bijeenkomsten en congressen plaats in het Esperanto. De grootste en belangrijkste daarvan is het Esperanto-Wereldcongres, dat in 1905 voor het eerst werd georganiseerd in Boulogne-sur-Mer (Frankrijk) en sindsdien in principe jaarlijks plaatsvindt, telkens in een ander land. Een ander bekend onderdeel van de Esperantocultuur is het uit 1974 daterende internationale reisnetwerk van esperantisten genaamd Pasporta Servo. Dit netwerk stelt Esperantosprekers in staat om goedkoop en gemakkelijk te reizen en andere Esperantosprekers van over de gehele wereld op te zoeken. Op deze manier heeft een persoon die Esperanto spreekt de mogelijkheid om de cultuur en gebruiken van het land en de inwoners via de mensen zelf te leren kennen.

### Invloed van het internet
Dankzij het internet zijn geïnteresseerden niet langer aangewezen op correspondentiecursussen en Esperantoclubs. In plaats daarvan kunnen esperantisten nu contact houden met behulp van mailinglijsten, internetfora en sociale media. Sinds 2002 heeft het Esperanto een eigen lesplatform, Lernu!. Daarnaast zijn er cursussen te vinden op onder meer Duolingo en Memrise. Duolingo, een app om talen te leren, bereikte sedert de lancering van de cursus Esperanto (in het Engels op 25 mei 2015 en het Spaans in 2016) een miljoen cursisten in 2017. Ongeveer 30 personen beëindigden per dag de cursus. Sinds 2017 is er ook een speciale app, Amikumu, die bedoeld is om esperantisten en andere taalliefhebbers met elkaar in contact te brengen.
Het valt overigens te betwijfelen of het aantal Esperantogebruikers door deze ontwikkelingen ook echt is gegroeid. Dankzij de laagdrempeligheid van het internet is het zeer eenvoudig tot een groep toe te treden of zich voor een cursus in te schrijven, maar dit zegt niets over iemands werkelijke betrokkenheid en inzet. Ook bij cursussen voor andere kunsttalen zijn aantallen te zien die vele malen hoger zijn dan het aantal werkelijke gebruikers. En zelfs diegenen die langs deze weg een goede beheersing van grammatica en woordenschat hebben verworven, hebben door een gebrek aan oefening vaak moeite met gesproken communicatie. Keerzijde van deze internetactiviteit is bovendien dat de traditionele structuren (organisaties, plaatselijke clubs) een zieltogend bestaan leiden of helemaal zijn verdwenen. Ook de deelname aan het Esperanto-Wereldcongres laat al sinds de jaren tachtig een gestadig dalende lijn zien, ondanks de enorme toename van het internationale massatoerisme in dezelfde periode.

## Taalkundige eigenschappen
Esperanto heeft een eenvoudige grammatica met grote regelmatigheid. Met enkele basiselementen kan men een groot aantal nieuwe woorden vormen. Hierdoor en dankzij het internationale karakter van de woordenschat is Esperanto veel gemakkelijker te leren dan veel andere talen. De taal vormt ook een goede basis voor het leren van andere talen, want de meeste elementen zijn ontleend aan diverse natuurlijke talen.

### Indeling
Esperanto is een ontworpen taal (kunsttaal) en is als zodanig dus niet verwant aan andere talen, maar de meeste elementen zijn aan "gewone" natuurlijke talen ontleend.
De klanken en woordenschat zijn grotendeels gebaseerd op de in Europa gesproken Indo-Europese talen. De klankinventaris is voornamelijk Slavisch, terwijl de woordenschat sterk is geïnspireerd door die van de Romaanse talen (60%; bijvoorbeeld facila, "gemakkelijk", granda, "groot", sur, "op", ili, "zij, hun, hen", la, "de, het" en amiko, "vriend"), in mindere mate door de Germaanse talen (30%; bijvoorbeeld la jaro, "het jaar" en lerni, "leren"), heel weinig door de Slavische talen (5%) en nog minder door overige talen zoals Grieks en Japans (5%; bijvoorbeeld het van het Grieks afgeleide voegwoord kaj, "en"). De Esperantogrammatica is niet specifiek op die van een of meerdere bestaande talen gebaseerd, maar schematisch opgezet. Wel komt de grammatica op een aantal punten duidelijk overeen met die van andere (met name Indo-Europese) talen, bijvoorbeeld wat betreft het onderscheid tussen nominatief en de accusatief.
Men zou het Esperanto eventueel ook kunnen beschouwen als een soort creooltaal die uit overwegend Indo-Europese elementen is opgebouwd. Het verschil met andere creooltalen is dan wel dat het Esperanto niet als gevolg van intercultureel contact is ontstaan, maar er wel bijdraagt tot intercultureel onderwijs.
Wat betreft typologie: de woordvolgorde is net als in de meeste talen standaard SVO, maar een andere volgorde is eventueel ook toegestaan. Veel woorden worden uit andere woorden afgeleid door middel van voor- en achtervoegsels. Net als in bijvoorbeeld het Frans en het Engels worden in het Esperanto veel voorzetsels gebruikt.
Esperanto kan omschreven worden als een morfologisch zeer agglutinerende en tot op zekere hoogte isolerende taal (Chinees, Thai, Vietnamees). Een agglutinerende taal is een taal die suffixen losjes aan een stam kan toevoegen, in plaats van het woord te verbuigen zoals een flecterende taal. Dat blijkt uit een woord als patrinojn, "moeders" (accusatief), opgebouwd uit patr- "vader", -in- infix voor de vrouwelijke pendant, -o suffix voor een zelfstandig naamwoord, -j suffix voor het meervoud en -n suffix voor de accusatief. De woordparadigma's blijven zo eenvoudig herkenbaar.

### Klankleer en schrijfwijze
Esperanto heeft 23 medeklinkers en 5 klinkers. De klemtoon ligt altijd op de voorlaatste lettergreep. De laatste -o bij zelfstandige naamwoorden mag in de poëzie worden vervangen door een apostrof. De plaats van de klemtoon verandert daardoor niet.
Het Esperanto-alfabet gebruikt de volgende Latijnse letters:
| Letter | IPA      | Uitspraak               |   | Letter    | IPA                             | Uitspraak |
| a      | [a], [ɑ] | a                       | k | [k]       | k                               |           |
| b      | [b]      | b                       | l | [l]       | l                               |           |
| c      | [ʦ]      | ts                      | m | [m]       | m                               |           |
| ĉ      | [ʧ]      | tsj                     | n | [n]       | n                               |           |
| d      | [d]      | d                       | o | [o], [ɔ]  | ò                               |           |
| e      | [e], [ɛ] | è                       | p | [p]       | p                               |           |
| f      | [f]      | f                       | r | [ɾ, r, ʀ] | r                               |           |
| g      | [g]      | g (als in Engelse good) | s | [s]       | s                               |           |
| ĝ      | [ʤ]      | dzj                     | ŝ | [ʃ]       | sj                              |           |
| h      | [h]      | h                       | t | [t]       | t                               |           |
| ĥ      | [x]      | ch (als in chroom)      | u | [u]       | oe                              |           |
| i      | [i]      | ie                      | ŭ | [u̯]       | tussen oe en w ("Surinaamse W") |           |
| j      | [j]      | j                       | v | [v], [ʋ]  | v (als in Engelse very)         |           |
| ĵ      | [ʒ]      | zj                      | z | [z]       | z                               |           |

Voorts ken het Esperanto de volgende twee tweeklanken:
| Letters | IPA        | Uitspraak |
| ------- | ---------- | --------- |
| aŭ      | [aʊ̯], [ɑʊ̯] | auw       |
| eŭ      | [eʊ̯], [ɛʊ̯] | ew        |

### Grammatica
De morfologie van het Esperanto is zeer regelmatig. Woorden worden gevormd uit woordstammen en regelmatige voor- en achtervoegsels. Ook samenstellingen komen voor, zoals in het Nederlands. Iedere woordsoort heeft zijn eigen uitgang (-o voor zelfstandige naamwoorden, bijvoorbeeld kato (kat) en hundo (hond); -a voor bijvoeglijke naamwoorden, bijvoorbeeld ruĝa (rood) en blua (blauw); enzovoort).
Kenmerken:
- Het Esperanto kent geen moeilijke werkwoordsvervoegingen, geen onregelmatige werkwoorden, geen woordgeslachten, geen ingewikkelde vaste woordvolgorde en geen ingewikkelde naamvallen. Wel zijn er twee naamvallen: nominatief en accusatief.
- De basiseenheid van de woordenschat van het Esperanto is de stam: bijvoorbeeld eg- ("extreem"), varm- ("warm"), bon- ("goed"). Door deze logisch te combineren met een uitgang als -a (bijvoeglijk naamwoord) of -e (bijwoord) kunnen met behulp van enkele stammen veel meer woorden worden samengesteld: ega ("extreem"), ege ("zeer"), varma / varme ("warm"), bona / bone ("goed"), varmega / varmege ("heet"), bonege / bonega ("prima, zeer goed"). Op die manier hoeft men minder woorden te onthouden.
- Stammen hebben een constante vorm en betekenis, in welke context dan ook. In het Nederlands is dit niet altijd het geval: zien, zag, zicht (dezelfde grondbetekenis, verbogen stammen); geweld, geweldig (dezelfde stam, andere betekenis).
- Daardoor kan er altijd een nieuw woord gevormd worden wanneer daar behoefte aan is, zo heeft een gebruiker maar een kleine woordenschat nodig om een gesprek te kunnen voeren.

#### Uitgangen
De verschillende soorten woorden worden aangeduid door hun eigen uitgang.
| woordsoort                                                                                                   |                               | uitgang                                                                        |
| --- | ----------------------------- | ------------------------------------------------------------------------------ |
| zelfstandig naamwoord                                                                                        | nominatief enkelvoud          | -o                                                                             |
| zelfstandig naamwoord                                                                                        | nominatief meervoud           | -oj                                                                            |
| zelfstandig naamwoord                                                                                        | accusatief enkelvoud          | -on                                                                            |
| zelfstandig naamwoord                                                                                        | accusatief meervoud           | -ojn                                                                           |
| bijvoeglijk naamwoord                                                                                        |                               | -a, -aj, -an, -ajn (naamval en getal als bij zelfstandig naamwoord)            |
| bijwoord |                               | -e                                                                             |
| bijwoord | accusatief                    | -en (bij een plaatsaanduidend bijwoord in combinatie met bepaalde voorzetsels) |
| persoonlijk voornaamwoord                                                                                    | nominatief                    | -i                                                                             |
| persoonlijk voornaamwoord                                                                                    | accusatief                    | -in                                                                            |
| Voor het meervoud van persoonlijke voornaamwoorden wordt niet de uitgang -j gebruikt, zie de tabel hieronder |                               |                                                                                |
| bezittelijk voornaamwoord                                                                                    |                               | -ia, -iaj, -ian, -iajn (naamval en getal als bij zelfstandig naamwoord)        |
| werkwoord | infinitief                    | -i                                                                             |
| werkwoord | indicatief tegenwoordige tijd | -as                                                                            |
| werkwoord | indicatief verleden tijd      | -is                                                                            |
| werkwoord | indicatief toekomstige tijd   | -os                                                                            |
| werkwoord | imperatief                    | -u                                                                             |
| werkwoord | voorwaardelijk                | -us                                                                            |

| zinsdeel                                                     | naamval    | voorbeeld                                   |
| ------------------------------------------------------------ | ---------- | ------------------------------------------- |
| onderwerp                                                    | nominatief |                                             |
| lijdend voorwerp (zonder voorzetsel)                         | accusatief |                                             |
| voorwerp (met voorzetsel)                                    | nominatief | Li kuras en la domo - Hij rent in het huis  |
| voorwerp (met voorzetsel), beweging in een bepaalde richting | accusatief | Li kuras en la domon - Hij rent het huis in |

Bijvoeglijke naamwoorden congrueren in getal (uitgang -j) en naamval (uitgang -n). Dankzij deze uitgangen heeft het Esperanto net als bijvoorbeeld het Latijn en Pools een woordvolgorde die in principe vrij is. Een zin als "De man bijt een grote hond" kan onder andere het volgende zijn, waarbij de eerste variant het meest wordt gebruikt:
- La viro mordas grandan hundon
- La viro mordas hundon grandan
- La viro grandan hundon mordas
- Mordas la viro grandan hundon
- Grandan hundon mordas la viro
- Hundon grandan mordas la viro

Bijwoorden eindigen op -e, of in de accusatief op -n. Dit laatste kan voorkomen bij een plaatsaanduidend bijwoord in combinatie met bepaalde voorzetsels. Men heeft een zekere neiging om bijwoorden van wijze die op de hele zin betrekking hebben, voor de persoonsvorm te plaatsen.
Alle werkwoorden van het Esperanto zijn regelmatig, inclusief esti, "zijn":
| Esperanto                                                                          | Nederlands                                                                                |
| ---------------------------------------------------------------------------------- | ----------------------------------------------------------------------------------------- |
| - mi estas - vi estas - li, ŝi estas - oni estas - ni estas - vi estas - ili estas | - ik ben - jij, u bent - hij, zij is - men is - wij zijn - jullie zijn, u bent - zij zijn |

Een grammaticale eigenaardigheid van het Esperanto is dat in sommige gevallen bijwoorden als naamwoordelijk gezegde gebruikt worden. Zo zegt men voor algemene toestanden, wanneer er geen onderwerp is: "Estas malvarme." (Het is koud.) Ook als het onderwerp een infinitief of een zelfstandig gebruikte zin (ingeleid door "ke") is, wordt een bijwoord gebruikt: "Ŝaki estas amuze." (Schaken is vermakelijk.) "Estas triste ke li perdis sian monujon." (Het is droevig dat hij zijn portemonnee verloren heeft.) Dit verschijnsel komt al bij Zamenhof voor.

#### Achter- en voorvoegsels
Het Esperanto heeft een zeer beperkt kernlexicon, maar daartegenover staat een uitgebreide morfosyntaxis. Hierdoor is de mogelijkheid tot nieuwvorming groot. Om neologismen te vormen wordt net als in polysynthetische talen op grote schaal gebruikgemaakt van achter- en voorvoegsels. Zo is er geen basiswoord dat "klein" betekent. Men zegt in plaats daarvan mal-granda, letterlijk "ongroot". Ook is er geen basiswoord dat "school" betekent, want men zegt lern-ej-o, letterlijk "leerplaats".
Een achtervoegsel komt niet direct na een woord, eerst wordt de uitgang (zie tabel van uitgangen) verwijderd. Na het achtervoegsel komt dan weer de juiste uitgang. In de tabel hieronder is dat met streepjes aangegeven. Deze streepjes geven niet aan hoe het woord aan het einde van de regel wordt afgebroken.
Vaak worden er meerdere voor- en achtervoegsels gebruikt voor een enkel neologisme. Zo krijg je een hele opbouw van het woord. De volgorde van de voor- en achtervoegsels wordt bepaald door de logica van de opbouw. Zo is er bijvoorbeeld het woord malsanulejo, wat "ziekenhuis" betekent. Het basiswoord hiervoor is sana, "gezond". De opbouw van het woord gaat als volgt:
- het voorvoegsel mal- betekent tegengestelde van; mal-sana is dus het tegengestelde van sana "gezond", dus is het "ziek".
- het achtervoegsel -ul- is een persoon met die eigenschap; malsan-ul-o is dus een persoon die ziek is, een "zieke".

(de verandering van uitgang, -a naar -o, heeft te maken met de verandering van woordsoort: malsana is een bijvoeglijk naamwoord, maar malsanulo wordt een zelfstandig naamwoord)
- het achtervoegsel -ej- is een plaats waar het gebeurt of waar het zich bevindt; malsanul-ej-o is dus letterlijk "een plaats waar een zieke zich bevindt", dus een "ziekenhuis".

Voor- en achtervoegsels kunnen niet zomaar omgewisseld worden, omdat hun betekenis afhangt van de volgorde. De volgorde vertrekt steeds vanuit de stam van het woord. De volledige ontleding van bijvoorbeeld malsanulejo is "een plaats voor personen met de eigenschap niet gezond te zijn". Indien de achtervoegsels -ul- en -ej- verwisseld zouden worden (malsanejulo), krijgt men iets als "een persoon met de eigenschap van een plaats waar men niet gezond is". Dit is een onzinnige betekenis.
Er wordt opgemerkt dat dit niet altijd in dezelfde richting geschiedt. Bijvoorbeeld: Een Nederlandano heet zo omdat hij in Nederlando woont en Anglujo heet zo omdat er Angloj wonen. Een monero ("munt") is een stukje mono ("geld") en een arbaro ("bos") is een groep arboj ("bomen").
| Uitgang | betekenis                     | voorbeeld                                                 |
| ------- | ----------------------------- | --------------------------------------------------------- |
| -an-    | lid van een groep             | kurs-o "cursus", kurs-an-o "cursist"                      |
| -an-    | lid van een groep             | Nederland-o "Nederland", Nederland-an-o "Nederlander"     |
| -ar-    | groep                         | arb-o "boom", arb-ar-o "bos"                              |
| -eg-    | zeer groot                    | vir-o "man", vir-eg-o "reus"                              |
| -ej-    | plaats waar het gebeurt       | lern-i "leren", lern-ej-o "school"                        |
| -er-    | onderdeel                     | mon-o "geld", mon-er-o "munt"                             |
| -estr-  | leider                        | lern-ej-o "school", lernej-estr-o "schoolhoofd"           |
| -et-    | klein                         | dorm-i "slapen", dorm-et-i "doezelen"                     |
| -id-    | afstammeling                  | reĝ-o "koning", reĝ-id-o "prins"                          |
| -ig-    | maken                         | pur-o "schoon", pur-ig-i "schoonmaken"                    |
| -il-    | gereedschap                   | hak-i "hakken", hak-il-o "bijl"                           |
| -in-    | vrouwelijk                    | knab-o "jongen", knab-in-o "meisje"                       |
| -obl-   | veelvoud                      | kvar "vier", kvar-obl-a "viervoud"                        |
| -uj-    | container (in zeer ruime zin) | mon-o "geld", mon-uj-o "portemonnee"                      |
| -uj-    | container (in zeer ruime zin) | Angl-o "Engelsman", Angl-uj-o "Engeland"                  |
| -uj-    | container (in zeer ruime zin) | pom-o "appel", pom-uj-o "appelboom" (verouderd)           |
| -ul-    | persoon met eigenschap        | mal-san-a "ziek", malsan-ul-o "zieke"                     |
| -ist-   | beoefenaar, aanhanger         | Esperant-o "Esperanto", esperant-ist-o "esperantospreker" |

| Voorvoegsel | betekenis                              | voorbeeld                                     |
| ----------- | -------------------------------------- | --------------------------------------------- |
| bo-         | aangetrouwd                            | patrino "moeder", bo-patrino "schoonmoeder"   |
| ge-         | geslachten samen (alleen met meervoud) | knabo "jongen", geknaboj "jongens en meisjes" |
| mal-        | tegengestelde                          | granda "groot", mal-granda "klein"            |

#### Voornaamwoorden (korelativoj)
|      | -io           | -iu              | -ia                | -ies                 | -ie             | -iel                           | -iom             | -ial                          | -iam             |
| ---- | ------------- | ---------------- | ------------------ | -------------------- | --------------- | ------------------------------ | ---------------- | ----------------------------- | ---------------- |
| k-   | kio "wat"     | kiu "welke, wie" | kia "wat voor"     | kies "van wie"       | kie "waar"      | kiel "hoe"                     | kiom "hoe veel"  | kial "waarom"                 | kiam "wanneer"   |
| t-   | tio "dat"     | tiu "die"        | tia "zo'n"         | ties "diens"         | tie "daar"      | tiel "zo"                      | tiom "zoveel"    | tial "daarom"                 | tiam "dan, toen" |
|      | io "iets"     | iu "iemand"      | ia "een of andere" | ies "van iemand"     | ie "ergens"     | iel "op een of andere manier"  | iom "een aantal" | ial "om een of andere reden"  | iam "ooit"       |
| ĉ-   | ĉio "alles"   | ĉiu "ieder, elk" | ĉia "allerlei"     | ĉies "van iedereen"  | ĉie "overal"    | ĉiel "op alle manieren"        | ĉiom "alles "    | ĉial "om alle redenen"        | ĉiam "altijd"    |
| nen- | nenio "niets" | neniu "niemand"  | nenia "generlei"   | nenies "van niemand" | nenie "nergens" | neniel "op geen enkele manier" | neniom "niets "  | nenial "om geen enkele reden" | neniam "nooit"   |

#### Telwoorden
De cijfernamen van 0 tot 10 zijn: nulo (0), unu (1), du (2), tri (3), kvar (4), kvin (5), ses (6), sep (7), ok (8), naŭ (9), dek (10).
Bij getallen groter dan 10 is de volgorde van de cijfernamen steeds dezelfde als de volgorde van de cijfers van het getal. Tientallen en honderdtallen worden als één woord geschreven: dudek (20), tridek (30), ducent (200), okcent (800). Alle andere getallen worden uitgesproken en geschreven als aparte woorden, ook duizendtallen: dek unu (11), dek du (12), du mil (2000).
Nulo (0) wordt niet gebruikt in de benaming van getallen, maar voor het weergeven van de orde van grootte is het noodzakelijk om op de juiste plaats de hoofdtelwoorden te zetten voor respectievelijk duizend-, honderd- en tiental: mil, cent en dek.
Komma is komo.
Een rangtelwoord wordt gemaakt door er een -a aan toe te voegen. De rangtelwoorden worden als bijvoeglijke naamwoorden beschouwd.
| Getal in cijfers | Hoofdtelwoord in het Esperanto (in het Nederlands)                                                                      |
| ---------------- | --- |
| 10.374           | dek mil tricent sepdek kvar tienduizend driehonderdvierenzeventig                                                       |
| 100.981          | cent mil naŭcent okdek unu honderdduizend negenhonderdeenentachtig                                                      |
| 321.654          | tricent dudek unu mil sescent kvindek kvar driehonderdeenentwintigduizend zeshonderdvierenvijftig                       |
| 4.568.000        | kvar milionoj kvincent sesdek ok mil vier miljoen vijfhonderdachtenzestigduizend                                        |
| 1.884.322        | unu miliono okcent okdek kvar mil tricent dudek du een miljoen achthonderdvierentachtigduizend driehonderdtweeëntwintig |
| 170,258          | cent sepdek komo du kvin ok honderdzeventig komma twee vijf acht                                                        |

### Ontwikkeling
Alle levende talen hebben moedertaalsprekers en ontwikkelen idiomatische uitdrukkingen. Er zijn nu ook al moedertaalsprekers en zelfs idiomatische uitdrukkingen in het Esperanto, hoewel dit laatste niet wordt aangemoedigd.

## Onderwijs
Het Esperanto was in 2007 de 32e taal die voldeed aan het "Gemeenschappelijk Europees Referentiekader voor Moderne Vreemde Talen: Leren, Onderwijzen, Beoordelen". Dit staat ook bekend als het A1 tot C2 systeem dat binnen Europa gehanteerd wordt. Wereldwijd zijn er 6912 officieel erkende talen. Europa kent binnen zijn grenzen 239 verschillende talen.
Omdat het Esperanto relatief gemakkelijk te leren en te gebruiken is in vergelijking met de meeste andere talen, wordt het aanbevolen als inleiding en motivatie tot het leren van andere, moeilijkere talen, onder andere in Engeland met Springboard to Languages. Dit gegeven wordt ook wel de propedeutische waarde van het Esperanto genoemd: het uitgangspunt dat het gebruik van het Esperanto een start biedt voor het leren van andere talen. Uit enkele studies, zoals die van Helmar Frank op de Universiteit van Paderborn en de Akademio Internacia de la Sciencoj wordt geconcludeerd dat een jaar Esperanto leren op school het makkelijker maakt om daarna andere talen te leren. Het levert bijvoorbeeld een betere vaardigheid in het Frans op door eerst een jaar Esperanto en daarna drie jaar Frans te studeren, dan vier jaar Frans te studeren. Dit effect was voor het eerst beschreven door Antoni Grabowski in 1908.
Springboard… to Languages vat de propedeutische waarde van het Esperanto samen met de volgende woorden:
Veel scholen onderwezen kinderen hoe je op een blokfluit moet spelen, niet om een natie van blokfluitisten te maken, maar als voorbereiding voor het leren van andere instrumenten. [Wij onderwijzen] Esperanto, niet om een land van Esperantosprekers te maken, maar als voorbereiding op het leren van andere talen.
Overigens mag worden aangenomen dat hetzelfde effect ook kan worden bereikt met andere talen, hoewel hierbij zeker de motivatie en de moeilijkheidsgraad een belangrijke rol spelen. 

## Kritiek op het Esperanto
Hoewel het Esperanto ruimschoots de meest succesvolle internationale hulptaal is, is er in de loop der jaren ook veel kritiek geweest op diverse aspecten van de taal:
- Eurocentrisme: het Esperanto is expliciet bedoeld om als cultureel neutrale taal wereldwijd te worden gebruikt, zonder de moedertaalsprekers van welke taal dan ook te bevoordelen, maar in werkelijkheid zijn de klankleer, de orthografie, de syntaxis en de woordenschat zuiver Europees. Zo is ongeveer twee derde van de woordenschat gebaseerd op de Romaanse talen, de rest is vooral afkomstig uit het Engels en het Duits, naast enkele woorden uit het Pools, Russisch en Grieks. In die zin is Esperanto het schoolvoorbeeld van een eurokloon, een enigszins smalende benaming voor een taal die internationaal beweert te zijn, maar in feite bijna uitsluitend Europees is. Volgens deze critici zou een werkelijk internationale taal veel meer moeten putten uit niet-Europese talen, zoals het Chinees, het Hindi, het Arabisch en het Swahili.
- Het Esperanto wordt er vaak van beschuldigd seksistisch te zijn, omdat de vrouwelijke vorm van zelfstandige naamwoorden in sommige veelvoorkomende gevallen een afgeleide is van de mannelijke vorm. Zo is het woord voor "vrouw", virino, afgeleid van het woord viro "man", waardoor het dus feitelijk "vrouwelijke man" betekent. Zo ook met woorden voor familieleden, zoals patrino "moeder" afgeleid van patro "vader". (Traditioneel was het ook gebruikelijk om van mannelijkheid uit te gaan als standaard, en uitdrukkingen die in principe geslachtsneutraal zijn voornamelijk voor mannen te gebruiken, maar onder hedendaagse sprekers is dat gebruik zeldzaam.)
- Het Esperanto kent zes letters met diakritische tekens, die niet in het gewone Latijnse alfabet voorkomen (ĉ, ĝ, ĥ, ĵ, ŝ en ǔ); een deel daarvan komt zelfs in geen enkele andere taal voor. Daardoor zijn ze niet altijd gemakkelijk te schrijven. Weliswaar zijn er verschillende methodes in omloop om dit probleem te omzeilen, zoals cx of ch in plaats van ĉ, maar dit leidt ertoe dat woorden moeilijker vindbaar zijn in online databases en dergelijke.[23]
- Critici betogen dat de accusatief en het feit dat bijvoeglijke naamwoorden evenals zelfstandige naamwoorden een meervoudsuitgang moeten hebben, de taal nodeloos ingewikkelder maakt. Ook op de aan het Oudgrieks ontleende meervoudsuitgangen -oj en -aj was kritiek.
- De correlatieventabel is weliswaar een goede methode om volledige regelmatigheid te bewerkstelligen, maar doordat alle vraagwoorden met een  beklemtoond ki- beginnen (ki-o "wat", ki-u "wie", ki-e "waar", enz.), zijn deze moeilijk van elkaar te onderscheiden, zeker wanneer mensen met verschillende accenten met elkaar in gesprek zijn.
- Woorden zijn op nogal willekeurige en onsystematische wijze uit verschillende talen "weggeplukt", waarbij Zamenhof woorden soms een onlogische draai gaf om homoniemen te voorkomen (zo is het woord voor "omdat" ontleend aan het Franse woord car, maar om verwarring te voorkomen met kar- "lief" en car- "tsaar" plaatste Zamenhof er een accent boven: ĉar).[24]
- Doordat het Esperanto een mengelmoes is van woorden uit uiteenlopende talen met door Zamenhof zelf verzonnen grammaticale elementen, is de taal nauwelijks te begrijpen voor mensen die de taal niet hebben geleerd en daarom alleen bruikbaar voor esperantisten. Dit probleem wordt ondervangen door een internationale hulptaal als het Interlingua, maar ook door zonale hulptalen als het Interslavisch, die ernaar streven voor een beperkt deel van de mensheid begrijpelijk te zijn zonder enige studie vooraf.
- Daarnaast bestaat er kritiek op de manier waarop het Esperanto in de praktijk wordt gebracht: dat het uiteindelijke doel om als universele tweede taal te gaan dienen, in de verste verte niet is bereikt; dat het Engels veel beter functioneert als internationale taal; en dat het Esperanto volgens sommigen meer een religie is dan een taal.

Veel van deze bezwaren zijn te wijten aan het feit dat het Esperanto een typisch product is van de 19de eeuw, waarin bijna de hele bekende wereld door Europa werd gedomineerd en waarin de Europese maatschappij geheel werd gedomineerd door mannen. Toch was ook Zamenhof zelf zich bewust van de zwakke plekken in het Esperanto en heeft daarom herhaaldelijk verbeteringen voorgesteld, die door de meeste esperantisten echter niet werden omarmd. Veel van deze hervormingen zijn later wel doorgevoerd in het Ido. Onder Esperantisten is er een stroming, riismo genaamd, die de taal van seksistische elementen wil ontdoen, onder meer door het gebruik van ri als genderneutraal voornaamwoord te bepleiten.
Ook dictatoriale regimes hadden kritiek op het Esperanto, maar om heel andere redenen. Hitler vervolgde Esperantosprekers actief in de Tweede Wereldoorlog. Volgens sommige mensen deed hij dit omdat Esperantosprekers vaak over vele internationale contacten beschikten. Hierdoor konden zij uit verschillende bronnen informatie halen, waardoor de nationaalsocialistische staatspropaganda van Hitler minder effectief zou zijn. Een andere reden die vaak genoemd wordt is dat Zamenhof van Joodse komaf was. In de Sovjet-Unie onder Stalin en in Italië onder Mussolini werden esperantisten zelfs nog actiever vervolgd.

## Verenigingen
Er is een Wereld-Esperantovereniging, genaamd UEA (Universala Esperanto-Asocio), waarvan het hoofdkantoor zich bevindt in Rotterdam, en een Wereld-Esperanto-Jongerenvereniging, genaamd TEJO.
- Nederlandse verenigingen zijn: Esperanto Nederland en Nederlandse Esperanto-Jongeren (NEJ).
- Vlaamse verenigingen zijn: Vlaamse Esperantobond en Vlaamse Esperanto-Jongeren (FLEJA).
- Adreslijst van gastgezinnen, wereldwijd: Pasporta Servo.
- PEN International heeft een afdeling met Esperantoschrijvers (Esperanto PEN Centrum).